# Сарбениј де Жос
Сарбениј де Жос (рум. Sârbenii de Jos) насеље је у Румунији у округу Телеорман у општини Сарбени. Oпштина се налази на надморској висини од 139 m.

## Име
Место се назива Доњи Србени и налази се у општини Сарбени.

## Становништво
Према подацима из 2002. године у насељу је живело 334 становника, од којих су сви румунске националности.